# Joost Vaesen

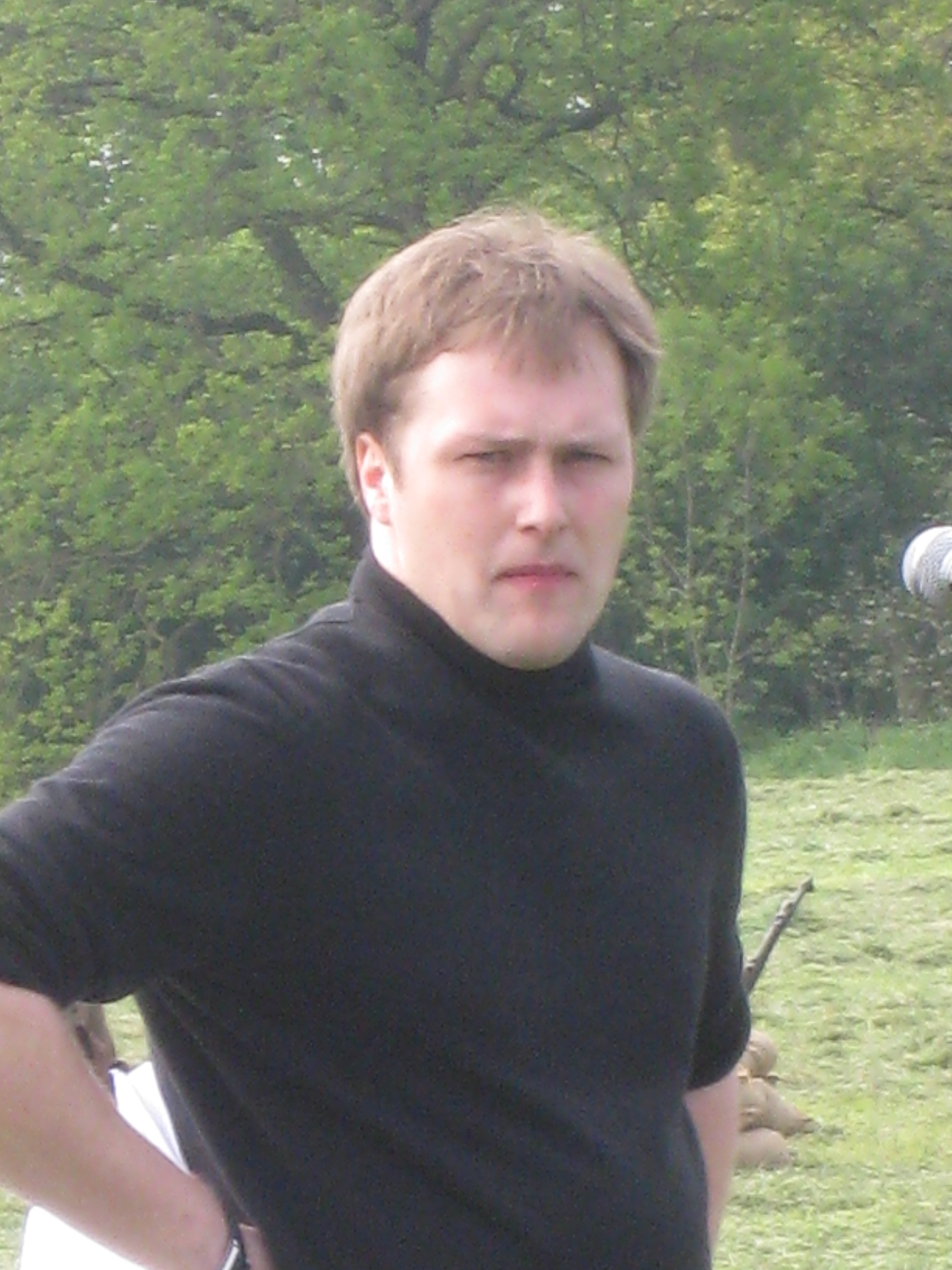
Joost Vaesen, mei 2010

Joost Vaesen (Luik, 1979) is een Vlaams historicus en doctor in de Letteren en Wijsbegeerte (VUB).

## Biografie
Joost Vaesen deed studies in de hedendaagse geschiedenis aan de Vrije Universiteit Brussel (VUB), met als specialiteit militaire geschiedenis. Een aangepaste versie van zijn licentiaatverhandeling werd in 2003 uitgebracht door het Koninklijk Legermuseum onder de titel "Tussen Scylla en Charybdis. De Belgische militaire politiek en de economische crisis, 1930-1936". Dit werk combineert op een opmerkelijke wijze militaire en economische geschiedenis. De auteur stelt in dit werk dat het clichébeeld van een verouderd Belgisch leger, veroorzaakt door de spectaculaire Duitse overwinning in 1940, niet correct is. Tegen 1936 was een aangepaste militaire organisatie uitgebouwd tegen het uit het oosten dreigende gevaar. De op Franse leest geschoeide strategie, aangewende tactieken, omkadering en opleiding bepaalden in grote mate de oorlogsvoorbereiding. Mede door de kadercrisis van voor 1936 schoten de Belgische strijdkrachten hierin zwaar te kort. Uit zijn onderzoek concludeert de auteur: "De effectiviteit op het vlak van het menselijk potentieel en van de wapensystemen werd dan ook gehypotekeerd door een deficit op het vlak van tactiek, omkadering en instructie."
Sinds 2001 is hij als vorser verbonden aan de Vrije Universiteit Brussel. Als wetenschappelijk medewerker aldaar publiceerde hij bijdragen over het Brussels politiek en institutioneel systeem. In 2008 verdedigde hij er met succes zijn thesis, getiteld "Osmose, dwang en tegenmacht? De verhoudingen tussen de openbare besturen in Brussel, 1970-2004". Momenteel is hij werkzaam als onderzoeker met als werkgebied: militaire geschiedenis en Brussel.

Joost Vaesen is ook directeur van het Brussels Studies Institute dat staat voor een samenwerkingsverband tussen de Brusselse universiteiten VUB, ULB en FUSL.
Vaesen is sterk betrokken bij de educatieve werking van het sperfort Fort Eben-Emael en is er ook aan verbonden als gidseninstructeur. Dat de belangstelling voor het fort de laatste jaren sterk groeide, is onder meer aan hem te danken. Vaesen adviseerde ook de makers van de fictiereeks De Smaak van De Keyser bij de opnames ter plaatse. De wetenschapper is ook als expert verbonden aan het herdenkingscomité voor de Eerste Wereldoorlog in Limburg.

## Publicaties
- Vaesen, J. (2008). Osmose, dwang en tegenmacht? De verhoudingen tussen de openbare besturen in Brussel, 1970-2004. Brussel (onuitgegeven doctoraat), 705 p.
- Vaesen, J. (2007). De sa tour d'ivoire vers la cité? De Belgische hedendaagse militaire historiografie sinds 1970. in: De Metsenaere, M., Burgelman, J-C. & Vanthemsche, G. (Eds.). De Tuin van Heden. Liber alumnorum prof. dr. Els Witte, Brussel: VUBPress.
- Vaesen, J. (2006). Van straatmanifestatie tot de Raad van State. De beïnvloedingsstrategieën van de Brusselse gemeenten naar de hogere overheden toe, 1970-2004. In: Belgisch Tijdschrift voor de Nieuwste Geschiedenis, 1-2, 197-234.
- Vaesen, J. (2003). Tussen Scylla en Charybdis. De Belgische militaire politiek en de economische crisis, 1930-1936, Centrum voor militaire geschiedenis, Bijdragen, 2003.

- International Standard Name Identifier: 0000 0003 8580 1503
- Library of Congress Control Number: nb2005004183
- Nederlandse Thesaurus van Auteursnamen: 272627968
- Système universitaire de documentation: 243505035
- Virtual International Authority File: 248628261
- WorldCat: E39PBJckJJgKrkhvtWfPfJpMfq